# Átok
Az átok vallásos eredetű kifejezés, általános értelemben az áldás ellentettjének tekinthető. Lényegét találóan fejezi ki a szó latin megfelelője: maledictio = „rosszat mondás”. A mágia egyik eszköze, ahol az átkot mondó célja, hogy verbális úton idézzen elő valamilyen „rosszat” személyek vagy dolgok (tárgyak, helyek) vonatkozásában.
Az átok megfogalmazása függ:
1. az átokmondás mögötti világnézettől;
2. a kívánt rossz minőségétől.

## Vallásos értelemben
Vallásos kontextusban az átokmondás feltételezi annak hitét, hogy a világban (vagy azon kívül) létezik egy vagy több olyan erő, amely emberi szándékkal, valamint a szándék szavakkal, ill. bizonyos cselekedetekkel történő kifejezésével befolyásolható. Amennyiben a befolyásolás intenciója az, hogy valamely létező állapota rosszabbra forduljon, átokról (ellenkező esetben áldásról) beszélhetünk. Akit (vagy amit) megátkoznak, azt kiszolgáltatják, mintegy átadják a világban uralkodó negatív erőknek. A „negatív erő” lehet immanens, anyagi természetű, pl. „A fene (=farkas) vigye el!” vagy „A franc (=vérbaj) essen beléd!”, de lehet transzcendens, szellemi természetű is, pl. „Az ördög vigye el!”
Az átok végső soron a jövendölés vagy az ima egy fajtájának tekinthető, s mint ilyen, az emberi szerveződés minden szintjén megfigyelhető. Az átokmondás alanya lehet egyén vagy közösség, megfogalmazását tekintve lehet spontán vagy formalizált. Közösségi átok esetén az átok ekvivalens lehet a közösségből való kirekesztéssel. Ennek jelentősége attól függ, az adott közösség miként definiálja magát. Például egy törzsből való kizárás lehetőséget biztosít a kirekesztett személynek, hogy a törzsön kívül – magányosan vagy másokkal társulva – új életet kezdjen. Ha azonban az adott közösség minden javak végső letéteményeseként értelmezi magát, akkor a kiközösítés egyenértékű a végső és visszafordíthatatlan pusztulásra ítéléssel (lásd pl. a katolikus egyház extra ecclesiam nulla salus = „az egyházon kívül nincs üdvösség” dogmáját.)
Ha valakit ilyen „végső rosszra” ítéltek, akkor ez gyakran magával vonta azt is, hogy az illetőt lehetőség szerint kitörölték a közösség emlékezetéből. Ennek formalizált aktusa a római vallásban az ún. damnatio memoriae volt, ami azonban továbbélt napjaink politikai gyakorlatáig (l. történelemhamisítás).

### A Bibliában
A Bibliában több helyen találunk megátkozást. Ha Isten mondta, vagy valaki, aki a nevében, hatalmában szólt, akkor ennek prófétai jelentősége volt.
- A bűnbeesés utáni átok: 1Móz 3,15-19
- Bálám és Bálák: 4Móz 22. rész
- Jézus megátkozza a fügefát és az kiszárad: Márk 11,14-21

## A köznapi szóhasználatban
Az átok műfaja erősebbnek mutatkozik a világnézeti változásoknál: számos átokmondó kifejezés elterjedt a köznapi beszédben is. Ezekben többnyire már nem ismerjük fel a vallásos gyökereket, mi több, a konkrét rossz kívánságot sem mindig halljuk ki belőlük, inkább konkrét tartalom nélküli indulati megnyilvánulásoknak tekintjük őket. Ezek a formulák gyakorlatilag megegyeznek azon kifejezésekkel, amelyekre általában a – profán szóhasználat szerint értett – káromkodás szót hallva gondolunk.